# Sophonia marginatus
Sophonia marginatus är en insektsart som beskrevs av Baker 1923. Sophonia marginatus ingår i släktet Sophonia och familjen dvärgstritar. Inga underarter finns listade i Catalogue of Life.